# Caradrina panurgia
Caradrina panurgia är en fjärilsart som beskrevs av Charles Boursin 1939. Caradrina panurgia ingår i släktet Caradrina och familjen nattflyn. Inga underarter finns listade i Catalogue of Life.